# Dolichoderus maschwitzi
Dolichoderus maschwitzi is een mierensoort uit de onderfamilie van de Dolichoderinae. De wetenschappelijke naam van de soort is voor het eerst geldig gepubliceerd in 2002 door Dill.